# BVRP
BVRP Software SA és una empresa de programari amb seu a París que ha comprat empreses de programari americanes.
Una adquisició el 2007 el va situar, segons un informe, com el sisè editor de programari de consum dels Estats Units.
BVRP es va iniciar l'any 1984 per " Bruno Vanryb i Roger Politis, enginyers de so". La primera oferta de l'empresa va ser un servei de números de telèfon empresarial basat en mòdems, "un programa de base de dades anomenat Directori".
Quan la seva empresa amb seu a París es va associar amb Hayes Microcomputer Products, van augmentar la seva gamma més enllà de París i França "a 62 països més".
Vanryb va afirmar que les empreses franceses de capital risc "prefereixen invertir en empreses més grans, no els agraden les startups", així que va recórrer a fonts nord-americanes, donant lloc a AvanQuest i VCOM .

## Avanquest
Avanquest és un nom de màrqueting per al programari de PC com Avanquest Fix-It Utilities 11 Professional, una col·lecció d'eines d'optimització. A mitjans de 2003, l'empresa matriu BVRP va ampliar la identitat d'Avanquest per ser Avanquest Global Software Publishing, que després va utilitzar per comercialitzar al Japó i Espanya. Amb l'adquisició de Nova Development Corp. per Avanquest el 2007, "una editorial centrada en el mercat de consum", la cartera de BVRP es va convertir en el cinquè o sisè editor de programari de consum als Estats Units.
El 2019, Avanquest va tenir uns ingressos de 83 milions d'euros [nota al peu] de tres segments principals:
- Seguretat informàtica : antivirus, bloquejador d'anuncis, eines de neteja i optimització venudes amb la marca Adaware.[8]
- PDF : Productes de gestió de PDF agrupats sota la marca SodaPDF.[9]
- Foto : programari d'edició de fotografies i aplicacions desenvolupades sota la marca InPixio.[10]

## VCOM(V Communications)
System Commander va ser introduït l'any 1993 per V Communications, vegades referit com a VCOM.
El comandant del sistema inclou el comandant de particions. Amb la compra del 2005 per part de BVRP d'aquesta empresa, van poder competir amb PowerQuest (PQ) i la seva PartitionMagic. El paquet de programari de PQ incloïa PQboot, competint amb System Commander.
Tot i que Symantec va adquirir PowerQuest, que va retirar aquest programari el 2009, en lloc d'actualitzar-lo per funcionar amb Windows Vista, System Commander i Partition Commander tenen un mercat: el competidor Paragon Software Group va llançar una nova actualització important el 2015.